# Piękny był pogrzeb, ludzie płakali
Piękny był pogrzeb, ludzie płakali – polski film fabularny z 1967 roku w reżyserii Zbigniewa Chmielewskiego.
Zdjęcia robiono w Kaliszu.

## Fabuła
Film opowiada o losach bohatera (Władka), który został niesłusznie skazany i umieszczony w zakładzie karnym. Po odbyciu wyroku wraca do swojego miasta i pragnie się dowiedzieć kto niesłusznie go oskarżył. 

## Obsada
- Janusz Sykutera - Władysław
- Barbara Ludwiżanka - Wdowa
- Edmund Fetting - Edward Wojtasik
- Hanna Stankówna - Małgorzata Wojtasik
- Aleksander Dzwonkowski - prof. Józef Lewandowski
- Krystyna Kołodziejczyk - Ewa
- Wanda Łuczycka - woźna
- Stanisław Marian Kamiński - urzędnik
- Iwona Słoczyńska - urzędniczka
- Kazimierz Gawęda